# Carlo Maria di Borbone-Due Sicilie
Carlo Maria di Borbone-Due Sicilie y Borbone-Parma, duca di Calabria, conte di Caserta e infante di Spagna (nome completo: Carlos María Alfonso Marcelo; Losanna, 16 gennaio 1938 – Retuerta del Bullaque, 5 ottobre 2015), è stato un principe della dinastia dei Borbone-Due Sicilie e Infante di Spagna. Fu pretendente al trono del Regno delle Due Sicilie e di capo della casata, disputato con il cugino Carlo di Borbone-Due Sicilie.

## Biografia

### Infanzia ed educazione
Figlio dell'Infante di Spagna Alfonso Maria di Borbone-Due Sicilie (già principe delle Asturie 1904-1907) e della principessa Alice di Borbone-Parma, è stato uno dei due pretendenti al trono delle Due Sicilie e al Gran Magistero dell'Ordine costantiniano di San Giorgio, così come di tutti gli altri ordini equestri duo-siciliani; l'altro pretendente era suo cugino Carlo di Borbone-Due Sicilie, duca di Castro. Questo dissidio è sorto negli anni sessanta quando suo padre, l'Infante Alfonso Maria, contestò la validità dell'Atto di Cannes, firmato dal proprio padre Carlo Tancredi di Borbone-Due Sicilie per sposare Maria de las Mercedes di Borbone-Spagna.
La famiglia di Don Carlos Maria si trasferì in Spagna l'anno dopo la sua nascita e nel 1948 fu scelto dall'infante Giovanni, conte di Barcellona e dal generalissimo Francisco Franco per entrare assieme all'allora principe Juan Carlos in una scuola speciale preparata per l'erede al trono.

### Matrimonio
Nel 1965 sposò la principessa Anna d'Orléans (1938 - ), figlia di Enrico d'Orléans, conte di Parigi e di Isabella d'Orléans-Braganza: si erano incontrati ad Atene nel 1962, in occasione delle nozze di Juan Carlos di Spagna con Sofia di Grecia. A causa delle dispute dinastiche intestine alla casa delle Due Sicilie, il matrimonio venne ostacolato dal Conte di Parigi, che sosteneva i diritti dell'altro pretendente.

### Attività dinastiche
Il principe Carlos ha vissuto a Madrid con la famiglia, dedicandosi alle sue proprietà agrarie a Toledo e Ciudad Real (ma il principe possedeva anche importanti quote azionarie in società come Repsol o Telefónica) e svolgendo incarichi per conto dello stesso sovrano spagnolo, come, ad esempio, quello di presidente del Consiglio Reale degli Ordini militari di Santiago, di Calatrava, di Alcántara e di Montesa. Fu per lungo periodo anche Cavaliere "Decano" dell'Ordine del Toson d'oro di Spagna (la prestigiosissima onorificenza gli fu concessa il 25 di febbraio 1964).

### Morte
Dopo il suo trapasso è stato sepolto presso il monastero dell'Escorial nel Pantheon degli Infanti di Spagna, ottenendo i funerali di Stato sia per il proprio rango che per desiderio esplicito del re Filippo VI di Spagna. Lo stesso monarca spagnolo, accompagnando la famiglia Borbone Due Sicilie, in prima persona vi partecipò insieme alla regina consorte di Spagna Letizia, ai sovrani emeriti Juan Carlos I e Sofia, all'Infanta Elena di Borbone-Spagna, a Luigi Alfonso di Borbone-Dampierre, duca d'Angiò, ed a numerosi altri aristocratici ed alte personalità.

## Discendenza
Don Carlo e Anna d'Orléans hanno avuto cinque figli: 
- Principessa Cristina Isabella Maria Luisa di Borbone-Due Sicilie (nata nel 15 marzo 1966 a Madrid), sposatasi nel 15 luglio 1994 a Ciudad Real con Pedro López-Quesada y Fernández-Urrutia (nato nel 26 luglio 1964 a Madrid), nipote paterno d'una figlia del 1.º Visconte, 1.º Conte e 1.º Marchese di Lindoso a Portogallo, nipote paterno della nipote paterna del Ilustrissimo Signore 2.º Barone di la Andaya, 1.º Conte Pontificio di Lascoiti, e di sa moglie la Ilustrissima Signora 2.ª Baronesa di Spínola, dei Ilustrissimi Signori Marchesi di Álava Ilustrissimi Signori Visconti di Casablanca.
  - Victoria López-Quesada y de Borbón-Dos Sicilias (n. 17 gennaio 1997 a Madrid)
  - Pedro López-Quesada y de Borbón-Dos Sicilias (n. 1 dicembre 2003 a Madrid)
- Principessa Maria Paloma Diana Irene di Borbone-Due Sicilie (nata nel 5 aprile 1967 a Madrid), sposatasi nel 13 luglio 1996 a LaToledana, Ciudad Real, con l'arciduca Simeone d'Austria (n. 29 giugno 1958 a Katanga), figlio dell'arciduca Rodolfo d'Asburgo-Lorena (1919-2010) quindi nipote dell'imperatore Carlo I d'Austria.
  - Arciduca Giovanni d'Austria (n. 1997)
  - Arciduca Ludovico d'Austria (n. 1998)
  - Arciduchessa Isabella d'Austria (n. 2000)
  - Arciduchessa Carlotta d'Austria (n. 2003)
  - Arciduca Filippo d'Austria (n. 2007)
- Principe Pietro Giovanni Maria Alessio Saturnino et Omnes Sancti, duca di Noto (nato nel 16 ottobre 1968 a Madrid), sposatosi con la nobile Sofía de Landaluce y Melgarejo (n. 23 novembre 1973 a Madrid) nel 30 marzo 2001 a Madrid. 
  - Principe Giacomo di Borbone-Due Sicilie (n. 26 giugno 1993 a Madrid), duca di Capua
  - Principe Giovanni di Borbone-Due Sicilie (n. 18 aprile 2003 a Madrid)
  - Principe Paolo di Borbone-Due Sicilie (n. 28 giugno 2004 a Madrid)
  - Principe Pietro Maria di Borbone-Due Sicilie (n. 3 gennaio 2007 a Madrid)
  - Principessa Sofia Maria Bianca di Borbone-Due Sicilie (n. 12 novembre 2008 a Madrid)
  - Principessa Bianca di Borbone-Due Sicilie (n. 6 aprile 2011 a Madrid)
  - Principessa Maria di Borbone-Due Sicilie (n. 5 marzo 2015 a Madrid)
- Principessa Agnese Maria Alicia Anna Isabella di Borbone-Due Sicilie (nata nel 20 aprile 1971 a Madrid), sposatasi nel 13 ottobre 2001 a Toledo con l'aristocratico napoletano il Nobile Michele Carrelli-Palombi dei Marchesi di Raiano (n. 17 settembre 1965 a Roma)
  - Nobile Teresa Carrelli-Palombi dei Marchesi di Raiano (n 2003)
  - Nobile Bianca Carrelli-Palombi dei Marchesi di Raiano (n. 2005)
- Principessa Vittoria Maria Alina Carolina della Santissima Trinità et Omnes Sancti di Borbone-Due Sicilie (nata nel 24 maggio 1976 a Madrid), sposatasi con l'armatore greco Markos Nomikos (n. 29 ottobre 1965 a Kifissia) nel 27 settembre 2003.
  - Anastasios Nomikos (n. 25 maggio 2005 a Atene)
  - Anna Nomikos (n. agosto 2006 a Atene)
  - Karolas Nomikos (n. 22 settembre 2008 a Atene)
  - Simeon Nomikos (n. 2012 a Atene)

## Disputa dinastica
La sua pretesa al trono del Regno delle Due Sicilie, è disputata con il cugino Carlo di Borbone-Due Sicilie, duca di Castro.
Un aperto riconoscimento teso ad estinguere la disputa in favore del ramo di Alfonso Maria, dunque, in merito alla posizione dello stesso Don Carlos Maria, nonché sulla titolarità del Gran Magistero dell'Ordine Costantiniano di San Giorgio e di tutti gli altri ordini dinastici dei Borbone Due Sicilie, è però giunto da parte della Corona di Spagna e dall'ordinamento giuridico spagnolo. Infatti, in data 8 marzo 1984, il Marchese di Mondéjar, Ministro della Real Casa, promulgò una lettera che attestava i risultati della consultazione richiesta dal Re di Spagna, Juan Carlos I, riguardo alla successione disputata. In tale circostanza furono interpellati i seguenti enti governativi spagnoli: il Ministero di Giustizia, la Reale Accademia di Giurisprudenza e Legislazione, il Ministero degli Affari Esteri, l'Istituto "Salazar y Castro" del Consiglio Superiore di Investigazioni Scientifiche, ed infine il Consiglio di Stato. Seguirono ulteriori bollettini sempre in favore del ramo "alfonsino", ad esempio Instrucción General 06/12 del Ministero della Difesa di Spagna, e l'Orden Circular del Ministero degli Esteri spagnolo (n. 4/2014). Proprio in virtù dei precedenti pronunciamenti, nel corso della propria vita, Don Carlos Maria, ebbe numerosi incarichi istituzionali, come nel seguito verrà specificato.
Il 25 gennaio 2014 è stato firmato a Napoli un atto di riconciliazione tra i due rami della famiglia in cui si riconoscono mutualmente i loro titoli.
Alla sua morte nel 2015 capo della casata, duca di Calabria e conte di Caserta è divenuto il figlio Pietro di Borbone-Due Sicilie.
Il patto di riconciliazione è stato poi rotto dopo che l'altro pretendente ai titoli duo-siciliani, il duca di Castro Carlo, il 14 maggio 2016, emise un editto che modificava la secolare legge salica di successione, non disponendo di eredi maschi. Lo stesso atto è stato contestato da Pietro di Borbone-Due Sicilie, figlio di Don Carlos Maria, essendo ritenuto invalido.

## Titoli e trattamento
- 1938-1964: Sua Altezza Reale, principe Carlo di Borbone-Due Sicilie
- 1964-1994: Sua Altezza Reale, principe Carlo di Borbone-Due Sicilie, duca di Calabria e conte di Caserta
- 1994-2015: Sua Altezza Reale, infante Carlo di Spagna, principe delle Due Sicilie, duca di Calabria e conte di Caserta

Il Principe Carlo è stato creato Infante di Spagna dal cugino, re Juan Carlos I, con Regio Decreto 2412 datato 16 dicembre 1994.
Il titolo completo e ufficiale del principe Carlo era: Sua Altezza Reale Don Carlos María Alfonso Marcelo de Borbón-Dos Sicilias y de Borbón-Parma, infante di Spagna, principe delle Due Sicilie, duca di Calabria, conte di Caserta.
A seguito delle rinunce delle sorelle e delle zie di re Juan Carlos, secondo l'attuale Costituzione di Spagna, Carlo è stato il primo in linea di successione dinastica per il trono spagnolo dopo i figli e i nipoti di Juan Carlos I.

## Ascendenza
|                                         |                    |                                         | Genitori                              |  |  | Nonni |  |  | Bisnonni                       |  |  | Trisnonni                       |  |
|                                         |                    |                                         |                                       |  |  |       |  |  | Alfonso di Borbone-Due Sicilie |  |  | Ferdinando II delle Due Sicilie |  |
|                                         |                    |                                         |                                       |  |  |       |  |  | Alfonso di Borbone-Due Sicilie |  |  | Ferdinando II delle Due Sicilie |  |
|                                         |                    | Maria Teresa d'Asburgo-Teschen          |                                       |  |  |       |  |  | Alfonso di Borbone-Due Sicilie |  |  |                                 |  |
| Carlo Tancredi di Borbone-Due Sicilie   |                    |                                         |                                       |  |  |       |  |  | Alfonso di Borbone-Due Sicilie |  |  |                                 |  |
|                                         |                    | Maria Antonietta di Borbone-Due Sicilie | Francesco di Borbone-Due Sicilie      |  |  |       |  |  |                                |  |  |                                 |  |
|                                         |                    | Maria Antonietta di Borbone-Due Sicilie | Francesco di Borbone-Due Sicilie      |  |  |       |  |  |                                |  |  |                                 |  |
|                                         |                    | Maria Antonietta di Borbone-Due Sicilie | Maria Isabella d'Asburgo-Lorena       |  |  |       |  |  |                                |  |  |                                 |  |
| Alfonso Maria di Borbone-Due Sicilie    |                    | Maria Antonietta di Borbone-Due Sicilie |                                       |  |  |       |  |  |                                |  |  |                                 |  |
|                                         |                    | Alfonso XII di Spagna                   | Francesco d'Assisi di Borbone-Spagna  |  |  |       |  |  |                                |  |  |                                 |  |
|                                         |                    | Alfonso XII di Spagna                   | Francesco d'Assisi di Borbone-Spagna  |  |  |       |  |  |                                |  |  |                                 |  |
|                                         |                    | Alfonso XII di Spagna                   | Isabella II di Spagna                 |  |  |       |  |  |                                |  |  |                                 |  |
| Maria de las Mercedes di Borbone-Spagna |                    | Alfonso XII di Spagna                   |                                       |  |  |       |  |  |                                |  |  |                                 |  |
|                                         |                    | Maria Cristina d'Asburgo-Teschen        | Carlo Ferdinando d'Asburgo-Teschen    |  |  |       |  |  |                                |  |  |                                 |  |
|                                         |                    | Maria Cristina d'Asburgo-Teschen        | Carlo Ferdinando d'Asburgo-Teschen    |  |  |       |  |  |                                |  |  |                                 |  |
|                                         |                    | Maria Cristina d'Asburgo-Teschen        | Elisabetta Francesca d'Asburgo-Lorena |  |  |       |  |  |                                |  |  |                                 |  |
| Carlo Maria di Borbone-Due Sicilie      |                    | Maria Cristina d'Asburgo-Teschen        |                                       |  |  |       |  |  |                                |  |  |                                 |  |
|                                         | Roberto I di Parma | Carlo III di Parma                      |                                       |  |  |       |  |  |                                |  |  |                                 |  |
|                                         | Roberto I di Parma | Carlo III di Parma                      |                                       |  |  |       |  |  |                                |  |  |                                 |  |
|                                         | Roberto I di Parma | Luisa Maria di Borbone-Francia          |                                       |  |  |       |  |  |                                |  |  |                                 |  |
| Elia di Borbone-Parma                   | Roberto I di Parma |                                         |                                       |  |  |       |  |  |                                |  |  |                                 |  |
|                                         |                    | Maria Pia di Borbone-Due Sicilie        | Ferdinando II delle Due Sicilie       |  |  |       |  |  |                                |  |  |                                 |  |
|                                         |                    | Maria Pia di Borbone-Due Sicilie        | Ferdinando II delle Due Sicilie       |  |  |       |  |  |                                |  |  |                                 |  |
|                                         |                    | Maria Pia di Borbone-Due Sicilie        | Maria Teresa d'Asburgo-Teschen        |  |  |       |  |  |                                |  |  |                                 |  |
| Alice di Borbone-Parma                  |                    | Maria Pia di Borbone-Due Sicilie        |                                       |  |  |       |  |  |                                |  |  |                                 |  |
|                                         |                    | Federico d'Asburgo-Teschen              | Carlo Ferdinando d'Asburgo-Teschen    |  |  |       |  |  |                                |  |  |                                 |  |
|                                         |                    | Federico d'Asburgo-Teschen              | Carlo Ferdinando d'Asburgo-Teschen    |  |  |       |  |  |                                |  |  |                                 |  |
|                                         |                    | Federico d'Asburgo-Teschen              | Elisabetta Francesca d'Asburgo-Lorena |  |  |       |  |  |                                |  |  |                                 |  |
| Maria Anna d'Asburgo-Teschen            |                    | Federico d'Asburgo-Teschen              |                                       |  |  |       |  |  |                                |  |  |                                 |  |
|                                         |                    | Isabella di Croÿ                        | Rodolfo, XI Duca di Croÿ              |  |  |       |  |  |                                |  |  |                                 |  |
|                                         |                    | Isabella di Croÿ                        | Rodolfo, XI Duca di Croÿ              |  |  |       |  |  |                                |  |  |                                 |  |
|                                         |                    | Isabella di Croÿ                        | Natalie di Ligne                      |  |  |       |  |  |                                |  |  |                                 |  |
|                                         |                    | Isabella di Croÿ                        |                                       |  |  |       |  |  |                                |  |  |                                 |  |

## Onorificenze

### Altre distinzioni
- Cavaliere Confratello d'Onore ("Caballero cofrade de honor") de la Real, Muy Antigua e Ilustre Cofradía de Caballeros Cubicularios de San Ildefonso y San Atilano de Zamora (Spagna).
- Presidente Onorario della Real Asociación de Hidalgos de España (attuale ente che raggruppa la storica nobiltà dei Fueros di Spagna).
- Cavaliere della Real Hermandad del Santo Cáliz de Valencia.
- Confratello Maggiore Onorario ("Hermano Mayor Honorario") dell'Ilustrísima, Venerable y Antigua Hermandad y Cofradía del Santísimo Sacramento, Ánimas Benditas y Nuestra Señora de la Paz (Iglesia de Santiago el Real y de Refugio, presso Jerez de la Frontera, Spagna).
- Presidente dei Protettori del Reale Museo Navale di Madrid (Spagna).
- Presidente della Confederación Iberoamericana de Fundaciones di Madrid (Spagna).
- Presidente del ramo spagnolo del Collegi del Mondo Unito.
- Presidente del WWF di Spagna.
- Protettore della Fondazione San Benito de Alcántara (Spagna).
- Protettore della Fondazione Banesto (Spagna).